# Рачіс
Рачіс був герцогом Фріульським (739–744) та королем лангобардів (744–749). Його батьком був грецог Фріульский Пеммо. Його дружиною була римлянка Тасія. Він правив мирно, допоки не розпочав облогу Перуджі. Папа Римський Захарій наказав зняти облогу, після чого Рачіс зрікся королівського трону та разом з сім'єю вступив до монастиря у Монте-Кассіно. Після смерті короля лангобардів Айстульфа у 756, він спробував повернути собі королівську владу, а також титул герцога Сполетського, проте був переможений Дезидерієм і повернувся до монастиря.